# Robert Burton (saggista)
Robert Burton (Lindley, 8 febbraio 1577 – Oxford, 25 gennaio 1640) è stato un saggista inglese.

## Biografia

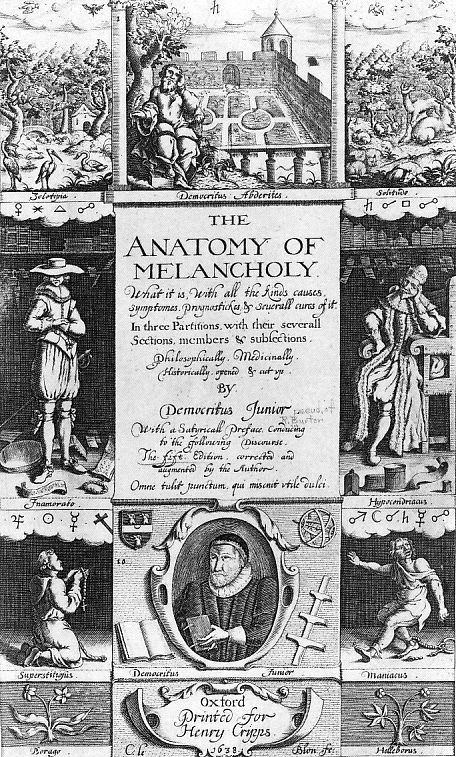
Frontespizio de L'anatomia della malinconia (edizione del 1638)

Robert Burton è conosciuto per essere l'autore de L'anatomia della malinconia (titolo originale completo: The Anatomy of Melancholy, What it is: With all the Kinds, Causes, Symptomes, Prognostickes, and Several Cures of it. In Three Maine Partitions with their several Sections, Members, and Subsections. Philosophically, Historically, Opened and Cut up.), pubblicata nel 1621 con lo pseudonimo di Democritus junior.
Burton conseguì un dottorato all'Università di Oxford e rimase a Oxford come pastore protestante. Era un uomo molto erudito, di profonda cultura umanistica,  e di queste sue doti ha lasciato tracce ne L'anatomia della malinconia, un'opera interessante e ricca di humor, di cui fra il 1621 e il 1651 apparvero ben sei edizioni, ciascuna accresciuta rispetto alla precedente. La sua prosa, costellata di citazioni in latino e in greco antico, ha un carattere bizzarro. Nonostante il suo senso dell'umorismo, Burton non riesce a nascondere l'inquietudine che suscita in lui la patologia depressiva. La prima edizione inglese aveva 900 pagine, e conteneva 350 000 parole; l'ultima era lunga 1500 pagine e conteneva più di 500 000 parole. Nel testo sono state contate 13333 citazioni di 1598 autori differenti.
Burton fu autore anche del Philosophaster, una commedia di carattere satirico in lingua latina.